# Doña Mencía (kommunhuvudort)
Doña Mencía är en kommunhuvudort i Spanien.   Den ligger i provinsen Province of Córdoba och regionen Andalusien, i den södra delen av landet, 300 km söder om huvudstaden Madrid. Doña Mencía ligger 597 meter över havet och antalet invånare är 5 019.
Terrängen runt Doña Mencía är huvudsakligen kuperad, men åt nordost är den platt. Runt Doña Mencía är det ganska tätbefolkat, med 160 invånare per kvadratkilometer. Närmaste större samhälle är Baena, 7,6 km norr om Doña Mencía. Trakten runt Doña Mencía består till största delen av jordbruksmark.